# فيرا بلمونت
فيرا بلمونت (بالفرنسية: Véra Belmont)‏ (و. 1932  م) هي كاتبة سيناريو، ومنتجة أفلام، وممثلة فرنسية، ولدت في باريس.

## وصلات خارجية
- فيرا بلمونت على موقع IMDb (الإنجليزية)
- فيرا بلمونت على موقع ألو سيني (الفرنسية)
- فيرا بلمونت على موقع أول موفي (الإنجليزية)
- فيرا بلمونت على موقع قاعدة بيانات الأفلام السويدية (السويدية)
- فيرا بلمونت على موقع قاعدة بيانات الفيلم (الإنجليزية)
- فيرا بلمونت على موقع كينوبويسك (الروسية)